# Drive: Nike + Original Run
Drive: Nike + Original Run è un album discografico di remix del duo statunitense The Crystal Method, pubblicato nel 2006 e realizzato in collaborazione con il marchio Nike.

## Tracce
1. Starting Line – 2:02
2. It's Time (voce di Angelo Hayes) – 4:51
3. Roadhouse Blues (Original Dub) – (The Doors vs. The Crystal Method) – 6:05
4. It Hertz (feat. Jimmie Wood) – 5:17
5. Do It (Dub Pistols Mix) – 5:24
6. Don't Stop (feat. Jimmie Wood) – 4:57
7. Brand New Kicks (feat. Richard Fortus) – 4:16
8. Badass (Rogue Element Mix) – 5:24
9. Glass Breaker (Force Mass Motion Mix) – (feat. Charlotte Martin) – 5:34
10. Finish Line – 1:03